# 沙丘競技場
沙丘競技場（葡萄牙語：Arena das Dunas），位於巴西納塔爾、為舉辦2014年世界杯而建的足球場。該球場於2011年1月動工，並能容納42,086人，在世界杯期間，該球場會承辦4場的分組賽。

## 資料來源
1. ↑  .   [2013-11-27]. （原始内容存档于2013-12-03）.

## 外部連結
- 官方網頁 （页面存档备份，存于）